# ジョン・クラカワー
ジョン・クラカワー（Jon Krakauer, 1954年4月12日 - ）は、アメリカのジャーナリスト、作家、登山家。アウトドアや登山に関する著作で知られる。全米ベストセラーとなった『荒野へ』、『空へ』、『信仰が人を殺すとき』、Where Men Win Glory 等のノンフィクション作品の他、多数の雑誌で執筆。1996年のエベレスト大量遭難事故の当事者の一人。

## 生い立ち
マサチューセッツ州ブルックラインにて、ユダヤ系で医師の父とスカンジナビア系でユニテリアンの母の間の5人の子どもの3男として生まれる。2歳からオレゴン州コーバリスで育つ。8歳のとき父から登山を教わる。マサチューセッツのハンプシャー大学に進学し、1976年に環境学の学位を取得して卒業。1980年、当時登山家だった妻と結婚。大工や漁師のアルバイトをしながら生計を立てていたが、1983年以降、専業のフリーライターとなる。ワシントン州シアトルに居住していたが、著書『空へ』の発表以降はコロラド州ボールダーに居住する。

## 登山活動
大学卒業後、アラスカのスティキーン氷帽で3週間を一人で過ごし、デビルズサムを新ルートで登頂した。この経験は『エヴェレストより高い山』『荒野へ』で描かれている。1992年には最も登頂困難とされるパタゴニア・アンデスのセロトーレを制覇した。
1996年、ガイド付きでエベレスト登頂を達成。しかし下山中に嵐に見舞われ、クラカワーのチームでは（リーダーであったロブ・ホールを含む）4人が死亡した。この事故は1996年のエベレスト大量遭難として知られる。事故についての赤裸々な回想をアウトサイド誌に書き、後に著書『空へ』となった。
このシーズンには計15名が死亡し、一年間の死者数としてエベレスト登山史上最悪の記録となったが、後に2014年の雪崩での16人、2015年の地震による雪崩での19人と記録は更新されている。
また、この事故の影響で長年、心的外傷後ストレス障害（PTSD）に苦しんでおり、エベレスト登頂は人生最大の過ちだった、過去に戻れたら登頂しなかったろうと語っている。

## ジャーナリズム

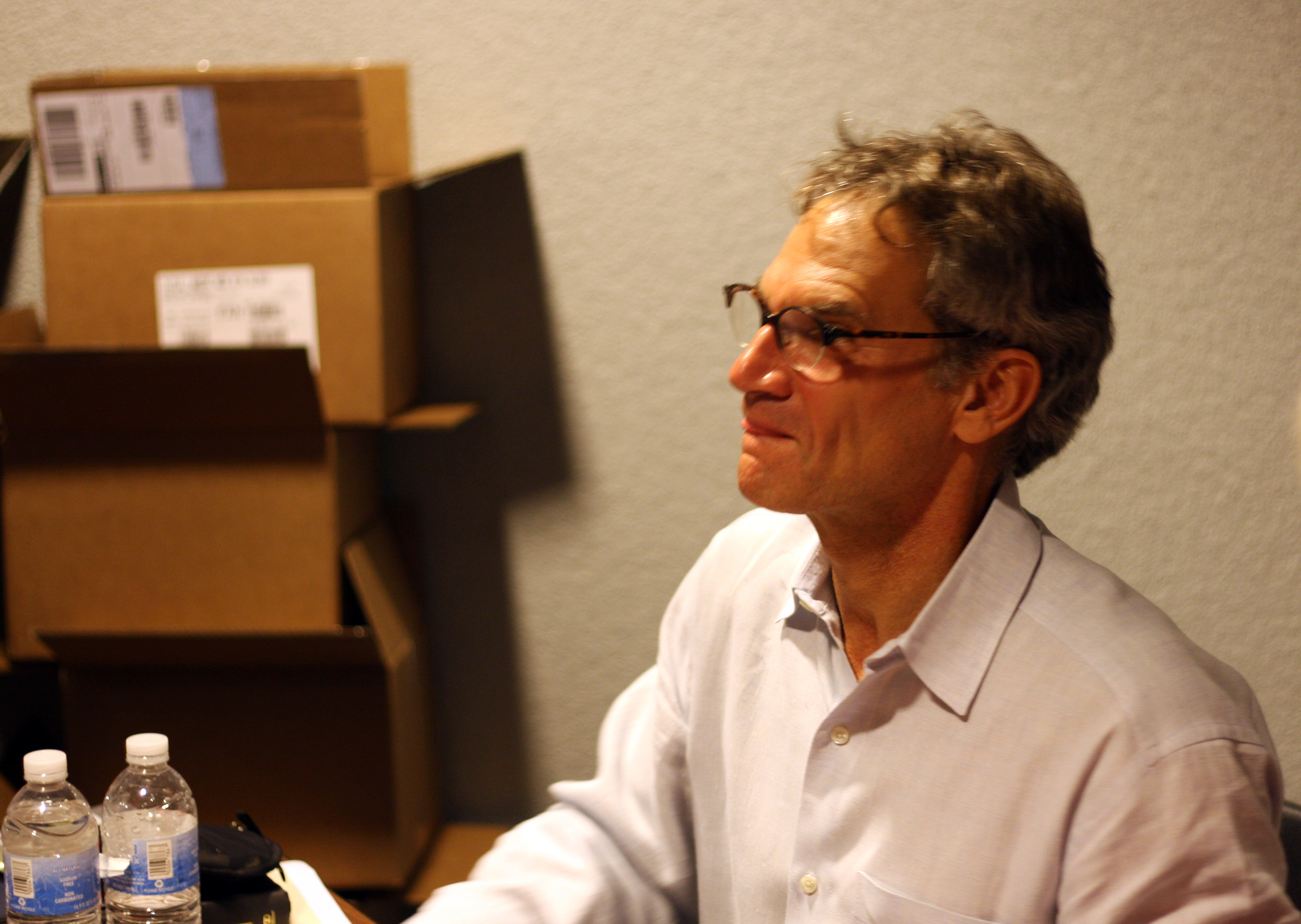
2009年のクラカワー

最もクラカワーの人気を高めたのはアウトサイド誌での執筆であるが、題材は登山のみならず多岐にわたり、アーキテクチャル・ダイジェスト誌、ナショナル・ジオグラフィック誌、ローリング・ストーン誌、スミソニアン誌にも寄稿している。1992年上梓の『エヴェレストより高い山』は1982年から1989年までの執筆記事をまとめたものである。
事故に遭遇したエベレスト登頂ではアウトサイド誌の記者として参加しており、エベレスト商業登山の様子を、自身がいたロブ・ホール隊とスコット・フィッシャー隊の2チームについて書くことになっていた。両チームともクライアントを登頂させることには成功したが、下山途中で深刻な事態に陥った。クラカワーの見解によれば、嵐に加えて、両チームのガイドらの軽率な判断が、彼ら自身および多数の登山者の死を招く原因となったという。生還者への多くのインタビューも付された著書『空へ』の巻頭では、（特にアンディ・ハリスの死に関して）短い記事だけでは事件をつまびらかにすることはできなかったと述べている。
エベレスト登頂の商業化そのものについては「他の山とかなり状況が異なる」としながら「そもそも裕福なイギリス人がアルプスの地元民を雇ってガイドさせたのがスポーツとしての登山の始まりであり、ガイド付き登山は長い歴史がある。まして世界最高峰となれば、ガイドを付けることを悪くなど言えない」と否定はしていない。

## 書籍

### 『エヴェレストより高い山 ―登山をめぐる12の話』
原題：Eiger Dreams
1990年出版。登山やロッククライミングの記事やエッセイをまとめたノンフィクション。内容は、スイス・アルプス山脈のアイガー北壁、アラスカ山脈のデナリ、カラコルム山脈のK2への登頂から、旅路で出会ったジョン・ギルなど有名なロッククライマーについてなど様々。

### 『荒野へ』
原題：Into the Wild
1996年に出版され、ニューヨーク・タイムズのベストセラーリストを2年飾ったノンフィクション。東海岸の裕福な家の出身の青年クリストファー・マッカンドレスが、1990年にエモリー大学を卒業後、銀行口座の全額（2万4千ドル）を人道支援団体オックスファムに寄付、自身を「アレクサンダー・スーパートランプ」と名乗ってアメリカ西部の旅に出た話を時系列交錯的に綴っている。マッカンドレスは1992年8月にアラスカ州デナリ国立公園のWentitika湖の近くで餓死しているのを発見された。本書ではマッカンドレスの体験およびクラカワー自身の体験や、他の冒険談が並行して描かれる。2007年にはショーン・ペン監督による本書を原作にした映画『イントゥ・ザ・ワイルド』が公開された。
当書籍、映画に登場する朽ちたバスを目当てに現地を訪問する観光客が遭難。2020年、バスはアラスカ州兵のヘリコプターで現地から撤去された。

### 『空へ ―エヴェレストの悲劇はなぜ起きたか』
原題：Into Thin Air
1997年出版。1996年のアウトサイド誌での記事をさらに掘り下げて書いた、クラカワーの最も有名な著書。登山隊での体験や、当時のエベレスト登頂に関する一般的状況が描かれている。クラカワーは雑誌の記者として雇われ、1996年、ロブ・ホール率いるエベレスト登頂隊に顧客として加わったが、1996年エベレスト大量遭難という多数の死傷者を出す結果となった。
本書はニューヨーク・タイムズのベストセラーリストのノンフィクション部門第一位となり、タイム誌のブック・オブ・ザ・イヤーを受賞した。また、1998年のピュリッツァー賞一般ノンフィクション部門の最終候補3作品に入選した。1999年のアメリカ芸術文学アカデミーは文学賞授与理由の中で「ジョン・クラカワーは調査報道がもつ執念深さ・勇敢さという素晴らしい流儀に、天性の作家がもつスタイリッシュな機微と深い洞察を併せ持つ。エベレスト登頂についての記述は、登山と、かつてロマンチックで孤独だったそのスポーツの商業化に対する再評価に繋がった」と本書を評した。
クラカワーは亡くなったメンバーへの弔いとして、本書の印税から「エベレスト98年メモリアルファンド」を立ち上げ、様々なチャリティ団体に寄付を行っている。
本書はテレビ映画化され、クリストファー・マクドナルドがクラカワー役を演じた。2015年には同事故を扱った映画がバルタザール・コルマウクル監督により『エベレスト 3D』として映画化された。この映画ではマイケル・ケリーがクラカワー役を演じた。クラカワーはこの映画に対し、一部は架空であり中傷的だと非難した。また、ソニーに本書の映画化権を早々と売却してしまったことも後悔していると述べた。一方、コルマウクル監督は、クラカワー一人の視点である本書は映画の制作資料になっておらず、そのためにストーリーも異なると語った。
本書の中でクラカワーは、ロシア系カザフスタン人でスコット・フィッシャー隊のトップガイドを務めたアナトリ・ブクレーエフが無酸素で登頂していたことについて「とても顧客のためになるとは思えない」と述べている。また、ブクレーエフが顧客よりも数時間早く山頂から下山したことを「ガイドとして極めて異常な行動」と述べた。しかし一方でトップキャンプまで下山してからは、遭難者を救助しようと休みなく働いたブクレーエフは英雄的だったとした。
『空へ』が出版された5ヶ月後、ブクレーエフ自身が事故についてG・ウェストン・デウォルトと共著で書いた『デス・ゾーン8848M エヴェレスト大量遭難の真実』が出版されると、ブクレーエフの行動に関してベテラン登山家の間から異論が上がった。ゲイラン・ローウェルはアメリカン・アルペン・ジャーナルでの同書の書評において、ブクレーエフの隊は全員生還し、死傷者が出たのはクラカワーらの隊からだったと指摘した他、ウォール・ストリート・ジャーナルの記事でも、クラカワーの描写の矛盾点を挙げ、ブクレーエフの英雄的救助活動に落ち度はなかったとブクレーエフを擁護した。
『空へ』と『デス・ゾーン8848M』の出版以降、デウォルト、ブクレーエフとクラカワーは、クラカワーによるブクレーエフの描写に関して反目することとなった。1997年11月に両者は反目状態を解いたが、ブクレーエフはそのわずか数週間後、ヒマラヤ山脈・アンナプルナを登山中に雪崩で命を落とした。

### 『信仰が人を殺すとき』
原題：Under the Banner of Heaven
2003年出版。3作目のノンフィクション・ベストセラーで、過激派宗教団体、特にモルモン教原理主義について調査したものである。クラカワーはこれら過激派の一夫多妻制に着目し、モルモン教の歴史を通した文脈の中で精査している。内容の多くは原理主義信仰の名のもとに殺人を犯した、ラファティ兄弟に関するもの。
末日聖徒イエス・キリスト教会が運営するブリガムヤング大学で宗教理解を教えるロバート・ミレット教授は、本書を、紛らわしく、杜撰に構成され、誤解を招き、間違いが多く、偏見と中傷に満ちていると書評した。また、末日聖徒イエス・キリスト教会のメディア担当者マイク・オッターソンはAP通信に対し「この本は歴史書ではないし、クラカワーも歴史家ではない。彼は面白く見せるために都合よくストーリーを切り抜くウソつきだ。彼の根底には、宗教を信じる人々は非合理で、非合理な人々はおかしなことをするという考えがある」と述べた。
これに対しクラカワーは「本当の悲劇は、教会の指導者や教師や作家たちが信徒に対し、モルモン教の過去の問題について、自分たちの知っている真実を語ることなく、代わりに決り文句や半面の真実、省略、もっともらしい否認の入り混じったものを語ってきたことだ」という1993年に破門された歴史家D・マイケル・クインの言葉を引用し、「図らずもクイン博士と同意見だ」と再反論した。
2006年、本書にインスパイアされたドキュメンタリー「Damned to Heaven」が制作された。

### Where Men Win Glory
2009年出版（未翻訳）。当時NFLの現役プロアメフト選手で、アメリカ陸軍レンジャー部隊に入隊したパット・ティルマンを彼の日記と手紙をもとに描いた伝記。ティルマンはアフガニスタンで戦死して英雄に祭り上げられたものの、死亡原因が友軍の誤射だったことを陸軍が隠蔽した疑いで論争が巻き起こった。ティルマンの日記と手紙の他、妻や友人へのインタビュー、同僚だった兵士との会話、クラカワーによるアフガニスタンでの調査などが基になっている。また、アフガニスタン紛争について一般的な歴史を伝える、歴史物語的な部分もある。
デクスター・フィルキンスによるニューヨーク・タイムズの書評は「ティルマンの生涯について、陳腐で些末な出来事の描写が多すぎる」としながらも、死に関して「既に報道されたものがほとんどだが、それらを一つにまとめあげたこと、特に隠蔽に関してクラカワーが行った仕事は貴重だ。その詳細は5年が経過した今読んでもぞっとするほど嫌悪感を抱く」と評した。ダン・ニールによるロサンゼルス・タイムズの書評は「見事なレポートの一例」「ティルマンの死にまつわる事件の決定版」と評した。

### Three Cups of Deceit
2011年出版の電子書籍（未翻訳）。『スリー・カップス・オブ・ティー（原題：Three Cups of Tea）』を著し、パキスタンとアフガニスタンに学校を設立する人道支援を行っているグレッグ・モーテンソンおよびそのNPO法人「セントラル・アジア・インスティチュート」の不正管理と会計詐欺を糾弾したもの。

### 『ミズーラ ―名門大学を揺るがしたレイプ事件と司法制度』
原題：Missoula: Rape and the Justice System in a College Town
2015年出版。モンタナ州ミズーラで発生した複数のレイプ事件を例に、レイプ事件が大学と刑事司法制度にどのように扱われるかを探った作品。事例の多くはモンタナ大学に関連したもの。クラカワーは、なぜ多くの被害者が被害を警察に訴えたがらないのか明らかにしようとし、また「疑わしきは罰せず」によって被害者よりも犯人側に有利となっている法制度を批判した。クラカワーが、自身の女性の友人にレイプ被害を打ち明けたられたことが本書を書くきっかけとなったという。
エミリー・バゼロンによるニューヨーク・タイムズの書評は「警察や司法とは別に、政府から義務によって大学が行っている独自調査のその公平性に関して、クラカワーは深く掘り下げることはなく、ただ『大学は速やかに犯人学生を確認し、再犯を防止させ、同時に被告としての権利も守る手続きを踏むべき』とありきたりな机上の空論に収まっている」と大学側の対応の難しさや性犯罪防止策の取り組みに対する調査や理解がないことを批判し、微妙な評価を下した。

## Three Cups of Deceit をめぐる論争
2011年4月17日、クラカワーはCBSのドキュメンタリー番組「60 minutes」に出演し、人道支援活動家グレッグ・モーテンソンとそのNPO法人「セントラル・アジア・インスティチュート（CAI）」について質問を受けた。クラカワーはモーテンソンの著書『スリー・カップス・オブ・ティー』の内容の正確性や、別の著書 Stones in Schools に書かれているタリバンに誘拐された話の信憑性、さらに、CAIの財務管理の点からモーテンソンの信用性に対し疑問を投げた。クラカワーは以前、モーテンソンに金銭支援を行い、7万5千ドルを寄付していたが、モーテンソンとCAIのマネジメントに幻滅したという。番組は、放送の数日後に発売された、この問題を主張したクラカワーの電子書籍 Three Cups of Deceit とほぼ同様の視点で語られた。
グレッグ・モーテンソンの友人で名のある登山家でもあるスコット・ダーンズニーは、アウトサイド誌オンライン版の独占記事において、クラカワーの記事および番組の正確性・公平性について反論し、自身が受けたインタビュー内容を、クラカワーは誤用あるいは誤解していると述べた。さらに、クラカワーはアフガニスタンとパキスタンでのモーテンソンの体験について文脈を考慮しておらず、「クラカワーをはじめグレッグ（・モーテンソン）の中傷者たちが、グレッグらと会って3杯あるいはそれ以上紅茶を飲むというなら、ごく少人数で一杯だけ紅茶を飲むだけというならまだしも、小さな問題や違反を発見することはあるでしょう。しかしそれが「嘘」あるいは「詐欺」とまで呼べるものかと聞かれれば、とんでもない」と付け加えた。モーテンソンのCAIでの財務の取り扱いに不正があったかに関しては、「もしグレッグが資金を横領しているというなら、高級車やプレジャーボートや靴で一杯のクローゼットを見せてくれ。これは政府機関でもないし、汚職企業でもない」と述べた。モーテンソンがタリバンに監禁された話の真偽については「北京で会ったとき本人からワズィーリスターンで監禁されていた話を聞いた。彼が意思に反して囚えられていたことを私は疑っていない」と述べた。クラカワーについては、尊敬すべきジャーナリストであり「ディテールにうるさく、事実の把握に努める人」ではあるが「まだリサーチを続けるべき」と主張した。
2012年2月、モーテンソンとCAIがモンタナ州司法長官から非営利組織の不正管理の疑いで、また民事による消費者詐欺の訴えの両面から捜査を受けていると報道された。
2012年4月、モンタナ州司法長官事務局が、CAIとグレッグ・モーテンソンに財務上の「過失」があったと発表し、モーテンソンがCAIに百万ドルを返還することで合意した。
2013年5月、サンフランシスコ第9巡回控訴裁判所が、モーテンソンに対する集団民事訴訟の上告を棄却したとロサンゼルス・タイムズが報じた。この集団訴訟はクラカワーの電子書籍 Three Cups of Deceit の公開と「60 Minutes」の放送数日後に起こされ、モーテンソンの本 『スリー・カップス・オブ・ティー』の読者がモーテンソンとCAI、さらに本の出版社ペンギン・ブックスに対して損害賠償を求めたものだったが、一審は読者が金銭補償を受ける権利はないとして原告の訴えを退けていた。
2013年10月、セントラル・アジア・インスティチュート代表のスティーブ・バレットは、CAIとモーテンソンはスティーブ・ブロック司法長官（当時）と合意した返還に従ったと発表した。
2016年、ジャーナリストのジェニファー・ジョーダンとジェフ・ローズは、モーテンソンに対する批判を取材し、ドキュメンタリー映画「3000 Cups of Tea」を制作した。映画およびインタビューにおいてジョーダンは、「60 Minutes」とクラカワーが行った告発は、大部分が正しくなかったと主張している。ジョーダンは2014年「このストーリーをまだ調査中です。これまでに判明した点が示しているのは、疑惑の大半は、モーテンソンが、考えうる限り最悪の人物に見える方向に誤って受け取られたものか、あるいは完全なるデマだということです。確かに、グレッグがダメなマネージャー、ダメな会計士であるのは彼自身認めるところです。しかし、非常に重要な使命を背負った、疲れ知らずの人道支援家でもあるのです」と述べた。

## 日本語訳された作品
- 森雄二 訳『エヴェレストより高い山 - 登山をめぐる12の話』朝日新聞社〈朝日文庫〉、2000年。ISBN 4022612967。新版・朝日新聞出版〈朝日文庫〉、2018年6月
- 佐宗鈴夫 訳『荒野へ』集英社、1997年。ISBN 4087732665。集英社文庫、2007年
- 海津正彦 訳『空へ エヴェレストの悲劇はなぜ起きたか』文藝春秋、1997年。ISBN 4163533702。文春文庫、2000年
  - 改題『空へ―「悪夢のエヴェレスト」1996年5月10日』山と渓谷社〈ヤマケイ文庫〉、2013年8月。
- 佐宗鈴夫 訳『信仰が人を殺すとき』河出書房新社、2005年。ISBN 4309204333。河出文庫（上下）、2014年6月
- 菅野楽章 訳『ミズーラ - 名門大学を揺るがしたレイプ事件と司法制度』亜紀書房、2016年。ISBN 9784750514420。
- 井上大剛訳『荒ぶる自然と人間をめぐる10のエピソード』山と溪谷社〈ヤマケイ文庫〉、2022年

## 関連作品

### 映画
- 『イントゥ・ザ・ワイルド』2007年公開。ショーン・ペン監督。 - 『荒野へ』の映画化作品。
- 『エベレスト 3D』2015年公開。バルタザール・コルマウクル監督。- マイケル・ケリーがクラカワーを演じた。
- 『MERU/メルー』2015年公開のドキュメンタリー。 - クラカワー出演。

### 書籍
- グレッグ・モーテンソン、デイヴィッド・オリヴァー・レーリン 著、藤村奈緒美 訳『スリー・カップス・オブ・ティー - 1杯目はよそ者、2杯目はお客、3杯目は家族』サンクチュアリ出版、2010年。ISBN 9784861139413。 - Three Cups of Deceit において批判した本。